# Saint-Germain-Chassenay
Saint-Germain-Chassenay ist eine französische Gemeinde mit 309 Einwohnern (Stand: 1. Januar 2022) im Département Nièvre in der Region Bourgogne-Franche-Comté. Sie gehört zum Arrondissement Nevers und zum Kantons Decize. 

## Geographie
Saint-Germain-Chassenay liegt etwa 30 Kilometer südöstlich von Nevers am Abron und seinem Zufluss Dornette. Umgeben wird Saint-Germain-Chassenay von den Nachbargemeinden Avril-sur-Loire im Norden und Westen, Decize im Osten und Nordosten, Cossaye im Südosten, Toury-Lurcy im Süden sowie Saint-Parize-en-Viry im Süden und Südwesten.

## Bevölkerungsentwicklung
| Jahr                       | 1962 | 1968 | 1975 | 1982 | 1990 | 1999 | 2006 | 2013 |
| Einwohner                  | 424  | 382  | 368  | 372  | 373  | 357  | 369  | 346  |
| Quellen: Cassini und INSEE |      |      |      |      |      |      |      |      |

## Sehenswürdigkeiten
- Kirche Saint-Germain
- Schloss Beauvoir